# Acanthophora
Acanthophora, rod crvenih algi iz porodice Rhodomelaceae, dio su tribusa Chondrieae. Postoji sedam priznatih vrsta
1. Acanthophora aokii Okamura
2. Acanthophora dendroides Harvey
3. Acanthophora muscoides (Linnaeus) Bory
4. Acanthophora nayadiformis (Delile) Papenfuss
5. Acanthophora pacifica (Setchell) Kraft
6. Acanthophora ramulosa Lindenberg ex Kützing
7. Acanthophora spicifera (M. Vahl) Børgesen